# 泉州公交K608路
泉州公交K608路是中华人民共和国泉州市境内的一条公共交通线路，全程33公里。起讫点为文化宫至安平桥公园，运营时间为文化宫：6:00-18:05；安平桥公园：7:30-20:00
该线前身泉(州)安(海)专线为大泉州范围内开通的首条客运班车线路。

## 历史

### 泉安专线时期
- 民国8年（1919年）4月，泉州首家民办汽车公司--闽南泉安民办汽车路股份有限公司（以下简称泉安公司），由旅日华侨陈清机发起创办。同年7月，泉州-安海公路开始修建。[1]
- 民国11年（1922年）6月，泉州-安海公路建成通车。当月，大泉州范围内首条客运班线-泉(州)安(海)专线开通运营，起点站设在泉州城内桥尾。[2]
- 民国26年（1937年），泉安公司共有车辆28辆，其中客车22辆。[3]
- 民国28年（1939年），因东南沿海抗日战争局势吃紧，为阻敌入侵，泉安公路按当局要求自毁。泉安公司则迁往永春，泉安专线受此影响停运直至抗战结束。
- 民国30年（1941年），泉安公司再次迁址至永安。
- 民国34年（1945年），抗战结束，泉安公司自永安迁回安海。但大部分汽车被当局征用损毁或无法找回，此时泉安公司仅存2辆破旧的雪佛兰汽车，经济损失70.6万元法币。
- 民国35年（1946年），泉安公司向福建省银行贷款25亿元法币以修复泉安公路及购车，2月恢复通车并重新运营泉安专线。
- 民国37年（1948年），泉安公司更名为泉安汽车轮船股份有限公司。
- 1950年7月，泉安公司接受公私合营。改称公私合营泉安汽车轮船股份有限公司
- 1955年1月，石东、石永蚶公司和安(海)溪(美)公司先后并入，公私合营泉安汽车轮船股份有限公司更名为公私合营泉州汽车运输公司
- 1956年1月31日，公私合营泉州汽车运输公司并入国营企业泉州汽车运输总站（泉运集团前身），泉安专线亦同步转入该公司运营。[4]
- 1959年，泉州车站（旧车站）开业，泉安专线亦迁入该站运营至90年代。
- 1960年，晋江县汽车运输公司成立，随后于1963年开通安海-泉州客运班线。[5]
- 1962年11月24日，自该日起泉安专线日发班增加2班。由每日2班增加至每日4班。[6]
- 1996年12月27日，安平汽车运输有限公司成立，随即加入泉安专线运营。[7]
- 1997年，晋江市公交公司加入泉安专线运营。
- 鼎盛时期，泉安专线共有4家运营公司，近百部小巴同线运营。但由于恶性竞争，泉安专线超速、抢客等问题频发：[8][9]
- 2012年11月10日，泉安专线一部运营车辆因避让挖土机，超速行驶致使车辆径直冲向绿化带造成侧翻。造成车上12人不同程度受伤。[10]
- 2013年3月30日，泉安专线闽CY6494号车为避让一辆从象山路口驶出来的货车，操作不当导致侧翻。造成车上8人受伤[11]
- 2013年4月1日，泉运晋江分公司开通安海-泉州快运，每日运营时间为6:40-19:00，使用车辆为9部海格牌LNG小巴。[12]
- 2014年1月16日，泉安专线安运公司方面闽CY6525号车途径泉安南路灵源街道路段时，遭遇来自前方同线路晋江公交方面闽CY6866号车的阻挡，造成追尾事故。事故造成安运闽CY6525许姓司机当场死亡，乘务员及两名乘客受伤。[13][14]闽CY6866曾姓司机则涉嫌以危险方法危害公共安全罪被刑拘。后于2015年8月3日被晋江市人民法院以危险方法危害公共安全罪，判处有期徒刑7年。[15]
- 2014年4月26日，泉安专线晋江公交方面25部车辆自该日起全线停运，晋江公交亦同步退出该专线运营，转而开通晋江28路取代。[16][17]
- 2015年3月16日，泉安专线泉运方面一部运营车辆途径内塘加油站附近时，为躲闪前方蔡某驾驶的小车紧急刹车而变道导致车辆侧翻，造成车上4人受伤。[18]
- 2019年4月25日，本日为泉安专线泉运、晋运、安运方面等以短途客运班线形式运营泉安专线的最后一天。至此，泉安专线、快线宣告结业。

### 618路时期
- 2019年4月26日，原泉安专线泉运方面改制为公交化线路618路。运营区间调整为客运中心站-刺桐大桥-晋江万达-安海车站，运营时间调整为6:25-19:00，票价调整为客运中心站-福埔/安海-晋江万达5元/人，全程票价9元/人。使用车辆更换为自内坑专线退下的8部大金龙XMQ6608AYN5D型空调柴油小巴，因线路公交化改造属性，车辆亦更换与泉州公交所属车辆相同的涂装（详见配车一节）。
- 2020年1月28日，为配合晋江市交通局关于新型冠状病毒肺炎防控要求，618路自当日首班起停运。[19]此后晋江市虽于2月17日解除停运要求，618路却未再恢复运营。

- 泉安专线公交化改制车内告示
- 中心站小广场的站牌

### K608路时期
- 2022年12月21日，泉州市交通局发布开通K608路的预告[20]
- 2022年12月26日，泉州公交集团发布开通K608路的通告。[21]
- 2022年12月29日，泉州公交开通K608路。初期运营区间为文化宫-安平桥公园，初期运营时间为文化宫：6:00-18:05、安平桥公园：7:30-20:00，初期票价全程¥4.0/人。使用车辆为20部中车时代TEG6105BEV11型空调电动巴士。但受疫情扩散影响，初期仅安排6部车辆上线，剩余14部暂时闲置。
- 2023年1月17日，泉州市发改委正式批复K608路票价规则。[22]
- 2023年4月1日，K608路上线5部TEG6105BEV11，实际运营车辆达到11部，发车间隔调整为20-60分钟。
- 2023年4月28日，K608路再次上线2部TEG6105BEV11，实际运营车辆达到13部，发车间隔调整为15-60分钟。
- 2023年4月29日，因K902路车辆增补需要，K608路划拨3部TEG6105BEV11至K902路，名义配车降为17部。
- 2023年5月25日，城东公司再次划拨3部TEG6105BEV11至K902路运营，K608路配车降为14部。
- 2023年9月23日，因夜游丰泽专线开通筹备需要，城东公司抽调K608路7部TEG6105BEV11加入夜游丰泽专线。K608路接手并更换自3路、K604路等线路划拨而来的5部金旅XML6855JEVW0C、2部大金龙XMQ6802AGBEVL2型空调电动巴士，配车数不变。
- 2023年10月8日，夜游丰泽专线到期停运，原抽调7部TEG6105BEV11陆续归还K608路
- 2024年1月11日，因百源路污水管道封闭施工影响，K608路自该日起取消途径百源路、涂门街。改为途径九一街、温陵北路、温陵南路至海关大楼站后原线行驶，其它不变。[23]
- 2024年2月6日，K608路恢复途径百源路、涂门街，取消途径九一街、温陵北路。
- 2024年7月5日，因新门-涂门街污水干管建设工程施工。K608路自该日双向临时取消途径百源路、涂门街。改为途径九一街、温陵北路至海关大楼站后原线行驶，并双向增停九一街、温陵路中段等站，其它不变。[24]
- 2025年1月1日，K608路接手并增加自K902路归还的6部TEG6105BEV11，配车数增加至20部。
- 2025年1月6日，K608路恢复途径百源路、涂门街，取消途径九一街、温陵北路。[25]
- 2025年3月1日，因K603路车辆更换需要。K608路退4部TEG6105BEV11至K603路，配车数降为16部。同日，最大发车间隔由60分钟降为30分钟。

## 站点
| 路线 | 路线 | 路线 | 所在地区、街道 | 所在地区、街道 | 站点名       | 备注              |
| ---- | ---- | ---- | -------------- | -------------- | ------------ | ----------------- |
|      |      |      | 鲤城区         | 九一街         | 文化宫       | 起讫站            |
|      |      |      | 鲤城区         | 涂门街         | 关帝庙       | 清净寺            |
|      |      |      | 鲤城区         | 温陵南路       | 海关大楼     |                   |
|      |      |      | 鲤城区         | 义全街         | 幸福街口     |                   |
|      |      |      | 鲤城区         | 义全街         | 义全街西段   |                   |
|      |      |      | 鲤城区         | 顺济新桥       | 朵莲寺       |                   |
|      |      |      | 晋江市         | 兴霞路         | 兴霞路       |                   |
|      |      |      | 晋江市         | 兴霞路         | 海丝景城     |                   |
|      |      |      | 晋江市         | 泉安北路       | 华洲         | 原名 华洲水果市场 |
|      |      |      | 晋江市         | 泉安北路       | 安踏鞋业     | 原名 安踏集团     |
|      |      |      | 晋江市         | 泉安北路       | 东山         | 分段点            |
|      |      |      | 晋江市         | 泉安北路       | 浯潭         |                   |
|      |      |      | 晋江市         | 泉安北路       | 池店         |                   |
|      |      |      | 晋江市         | 泉安北路       | 新店         | ↓                 |
|      |      |      | 晋江市         | 泉安北路       | 迎宾广场     |                   |
|      |      |      | 晋江市         | 泉安北路       | 龙湖嘉天下   | 原名 陈塘         |
|      |      |      | 晋江市         | 泉安北路       | 双沟桥头     |                   |
|      |      |      | 晋江市         | 泉安中路       | 宝龙酒店     |                   |
|      |      |      | 晋江市         | 泉安中路       | 晋江中医院   |                   |
|      |      |      | 晋江市         | 泉安中路       | 晋江汽车站   |                   |
|      |      |      | 晋江市         | 泉安中路       | 晋江大剧院   |                   |
|      |      |      | 晋江市         | 泉安中路       | 晋江酒厂     |                   |
|      |      |      | 晋江市         | 泉安中路       | 晋江长途车站 | 分段点            |
|      |      |      | 晋江市         | 泉安中路       | 普照         |                   |
|      |      |      | 晋江市         | 泉安南路       | 晋江老年大学 |                   |
|      |      |      | 晋江市         | 泉安南路       | 艾派         |                   |
|      |      |      | 晋江市         | 泉安南路       | 拥军路口     |                   |
|      |      |      | 晋江市         | 泉安南路       | 福埔         |                   |
|      |      |      | 晋江市         | 泉安南路       | 前沿社区     |                   |
|      |      |      | 晋江市         | 泉安南路       | 社店路口     |                   |
|      |      |      | 晋江市         | 泉安南路       | 内塘         |                   |
|      |      |      | 晋江市         | 泉安南路       | 林口         |                   |
|      |      |      | 晋江市         | 泉安南路       | 灵源派出所   |                   |
|      |      |      | 晋江市         | 泉安南路       | 斯兰服贸     |                   |
|      |      |      | 晋江市         | 泉安南路       | 灵水居委会   |                   |
|      |      |      | 晋江市         | 泉安南路       | 安祥路口     |                   |
|      |      |      | 晋江市         | 泉安南路       | 三益钢铁     |                   |
|      |      |      | 晋江市         | 泉安南路       | 可慕         |                   |
|      |      |      | 晋江市         | 泉安南路       | 西畲         | 丙厝              |
|      |      |      | 晋江市         | 鸿江东路       | 恒安集团     |                   |
|      |      |      | 晋江市         | 鸿江东路       | 浦边         |                   |
|      |      |      | 晋江市         | 鸿江东路       | 六角亭       |                   |
|      |      |      | 晋江市         | 鸿江中路       | 上悦城       |                   |
|      |      |      | 晋江市         | 鸿江西路       | 安海车站     |                   |
|      |      |      | 晋江市         | 鸿江西路       | 海八路口     |                   |
|      |      |      | 晋江市         | 兴安路         | 金沙城       | 大润发            |
|      |      |      | 晋江市         | 兴安路         | 安平桥公园   | 起讫站            |

## 票价
K608路为分段计价，全程¥4.0。其中：
- 文化宫至东山：1元/人
- 东山至晋江长途车站：1元/人
- 晋江长途车站至安平桥公园：2元/人
- 泉通卡普通卡9折，月票卡优惠无效，敬老卡、爱心卡有效
- 可使用泉城通APP及支付宝、云闪付、微信乘车码支付

## 配车
K608路配车数总计16部，其中：
- 中车时代TEG6105BEV11 16部

- 大金龙XMQ6608CNG
（？ - 2019.4，泉运配车）
- 少林小巴
（？ - 2019.4，安运配车）
- 大金龙XMQ6608AYN5D
（2019.4 - 2020.1，618路时期）
- 中车时代TEG6105BEV11
（2022.12 - ）
- 大金龙XMQ6802AGBEVL2
（2023.9 - 2023.10）

## 相关
- 泉州公交线路列表